# Dénes Kovács

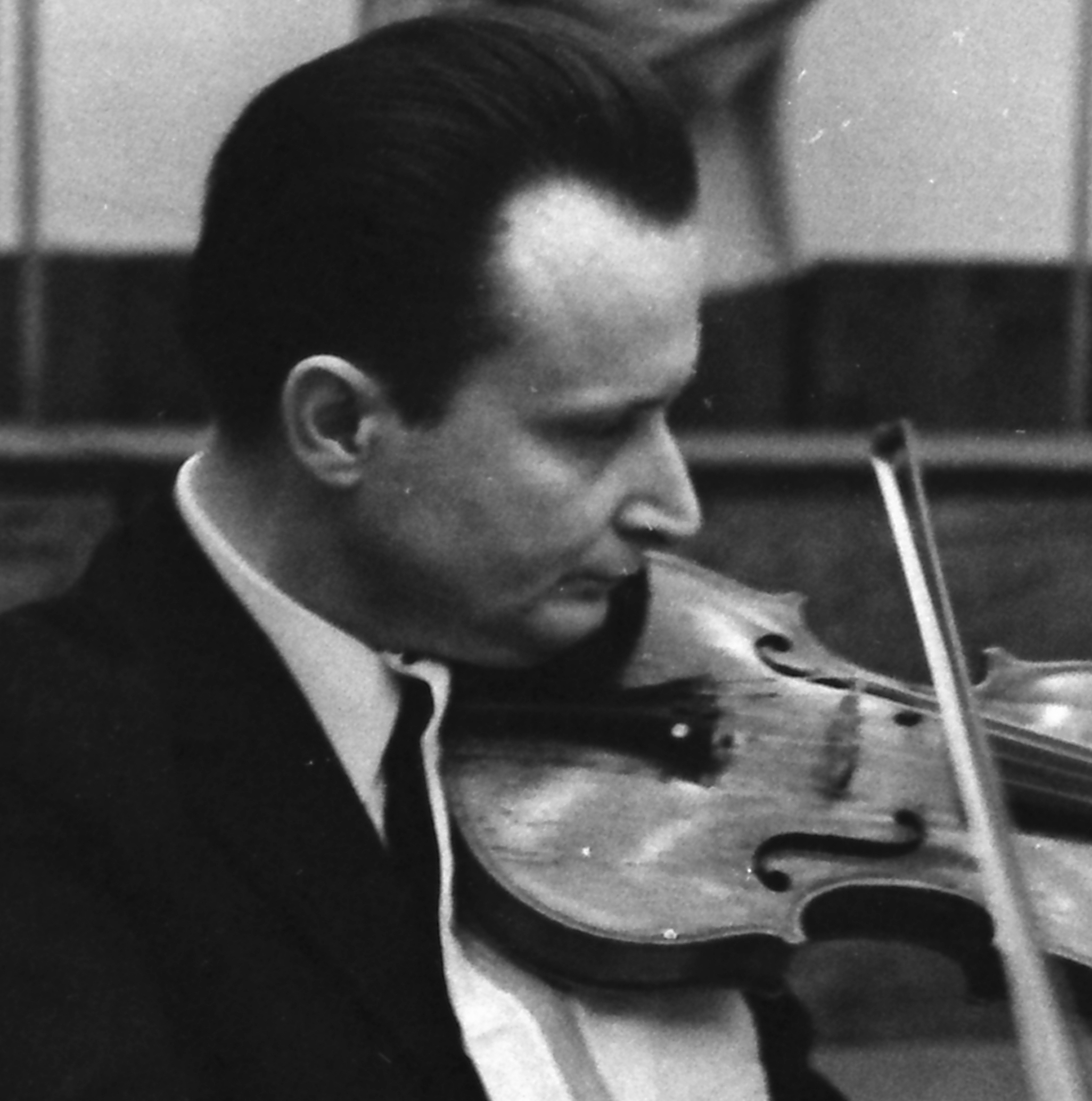
Dénes Kovács (1971)

Dénes Kovács (* 18. April 1930 in Vác; † 11. Februar 2005 in Budapest) war ein ungarischer Violinist.

## Leben und Werk
Seine Laufbahn als Geiger begann Dénes Kovács im Alter von fünf Jahren in der Musikschule Fodor bei Dezső Rados, ab 1944 war er Schüler der Meisterklasse von Ede Zathureczky. Zwischen 1951 und 1961 war er Konzertmeister der ungarischen Staatsoper und gewann im Jahre 1955 den Londoner Carl-Flesch-Preis. 47 Jahre lang unterrichtete er an der Musikakademie Budapest (heute „Franz-Liszt-Musikakademie“) Generationen von angehenden Musikern, zwischen 1967 und 1971 war er Generaldirektor, von 1971 bis 1980 Rektor der Akademie.
Sein Spiel war gekennzeichnet von Schnörkellosigkeit, Disziplin, Klarheit und Einfachheit. Er war ein etwas grüblerischer, geistreicher Mensch, der sich selbst genau beobachtete. Als Solist spielte er sich beinahe durch das gesamte klassische Werk, doch auch Violinkonzerte zeitgenössischer Komponisten nahm er in sein Repertoire auf. Eine große Zahl von Aufnahmen bewahren bis heute sein meisterhaftes Spiel.
Als Rektor der Musikhochschule stiftete er den Großen Preis der Musikakademie und förderte die Ausbildung außergewöhnlich begabter Kinder. Im Gedenken an ehemalige große ungarische Geiger organisierte er Wettbewerbe, steigerte die Qualität der musikalischen Ausbildung, trennte gemäß Hochschultradition die Lehrerausbildung von jener der Künstler und war nicht zuletzt verantwortlich für die Errichtung des eigenständigen Fachbereichs Kammermusik.
„Mit seinem Dahinscheiden geht ein wichtiges Kapitel in der Geschichte der Musikakademie zu Ende, doch gleichzeitig bleibt er ein Vorbild für seine Schüler und zukünftige Generationen“ sprach András Batta, Direktor der Franz-Liszt-Musikakademie, anlässlich seines Todes.
Dénes Kovács spielte auf einer Guarneri („Guarnerius del Gesù 1742“), nach seinem Tod spielt Barnabás Kelemen auf ihr.

## Auszeichnungen
- 1954 Franz-Liszt-Preis
- 1955 Carl-Flesch-Preis, London
- 1958 Franz-Liszt-Preis
- 1963 Kossuth-Preis
- 1970 Kiváló müvész
- 2000 Bartók Béla – Pásztory Ditta - Preis
- 2004 Offizier des Verdienstordens der Republik Ungarn